# Абаз, Эмиль
Эмиль Абаз (макед. Емил Абаз; род. 17 января 1998, Скопье) — северомакедонский футболист, нападающий бельгийского клуба «Сити Пиратес».

## Клубная карьера
Играл в молодёжной команде «Беерсхот». В 2013 году перешёл в состав «Андерлехта». Сыграл за столичный клуб в полуфинале юношеской лиге УЕФА 2015/16 против «Челси».
Летом 2016 года подписал контракт с загребским «Динамо». Абаз играл за столичный клуб в юношеской лиге УЕФА 2016/17 и за второй состав во второй лиге Хорватии.
В январе 2017, во время зимнего перерыва, покинул «Динамо» и подписал контракт со «Спартаком» из Суботицы. 12 марта того же года дебютировал в сербской Суперлиге в матче против клуба «Рад». В начале 2018 стал свободным агентом, расторгнув с клубом контракт.

## Карьера за сборную
Будучи цыганом, родившимся в Скопье, первоначально играл за юношескую сборную Бельгии, где он жил. Позднее стал выступать в структуре македонских сборных: до 17 лет и до 19 лет.
24 марта 2017 года дебютировал за молодёжную сборную Северной Македонии, заменив на 69 минуте капитана Петара Петковски, в товарищеском матче против сборной Черногории (2:0).